# NGC 101
NGC 101 est une galaxie spirale intermédiaire située dans la constellation du Sculpteur. NGC 101 a été découverte par l'astronome britannique John Herschel en 1834.

## Caractéristiques
Sa vitesse par rapport au fond diffus cosmologique est de 3 112 ± 19 km/s, ce qui correspond à une distance de Hubble de 45,9 ± 3,2 Mpc (∼150 millions d'al).
La classe de luminosité de NGC 101 est III-IV et elle présente une large raie HI. De plus, elle renferme des régions d'hydrogène ionisé.
En raison d'une brillance de surface égale à 14,36 mag/am2, on peut qualifier NGC 101 de galaxie à faible brillance de surface (LSB en anglais pour low surface brightness). Les galaxies LSB sont des galaxies diffuses (D) avec une brillance de surface inférieure de moins d'une magnitude à celle du ciel nocturne ambiant.